# Culex penai
Culex penai är en tvåvingeart som beskrevs av Sirivanakarn 1979. Culex penai ingår i släktet Culex och familjen stickmyggor.
Artens utbredningsområde är Bolivia. Inga underarter finns listade i Catalogue of Life.